# Lijst van machthebbers in 532 v.Chr.
In 532 v.Chr.  waren onderstaande personen in machtsposities.

## Afrika
| Land     | Positie           | Dynastie     | Machthebber      | Tijdvak          |
| -------- | ----------------- | ------------ | ---------------- | ---------------- |
| Carthago | Koning            | Magoniden    | Mago I           | 550 - 530 v.Chr. |
| Cyrene   | Koning            | Battiaden    | Battus III       | 550 - 530 v.Chr. |
| Egypte   | Koning van Egypte | 26e dynastie | Amasis           | 570 - 526 v.Chr. |
| Koesj    | Koning            | Meroe        | Amaninatakilebte | 538 - 519 v.Chr. |

## Azië
| Land                 | Positie           | Dynastie      | Machthebber   | Tijdvak          |
| -------------------- | ----------------- | ------------- | ------------- | ---------------- |
| China                | Keizer van China  | Zhou-dynastie | Zhou Jingwang | 544 - 521 v.Chr. |
| India (Magadha Rijk) | Koning            | Shishunaga    | Bimbisara     | 544 - 491 v.Chr. |
| Japan                | Keizer van Japan  |               | Annei         | 549 - 510 v.Chr. |
| Perzische Rijk       | Koning van Perzië | Achaemeniden  | Cyrus II      | 559 - 529 v.Chr. |

## Europa
| Land      | Positie                 | Dynastie     | Machthebber         | Tijdvak          |
| --------- | ----------------------- | ------------ | ------------------- | ---------------- |
| Athene    | Tiran                   |              | Pisistratus         | 560 - 527 v.Chr. |
| Ierland   | Hoge koning van Ierland | Leinster     | Labraid Loingsech   | 542 - 523 v.Chr. |
| Macedonië | Koning                  | Argeaden     | Amyntas I           | 547 - 498 v.Chr. |
| Rome      | Koning van Rome         |              | Tarquinius Superbus | 534 - 509 v.Chr. |
| Samos     | Tiran                   |              | Polycrates          | 538 - 522 v.Chr. |
| Sparta    | Koning van Sparta       | Agiaden      | Anaxandridas II     | 560 - 520 v.Chr. |
| Sparta    | Koning van Sparta       | Eurypontiden | Ariston             | 550 - 515 v.Chr. |